# 瓦留什涅
47°21′7″N 31°37′21″E / 47.35194°N 31.62250°E
瓦留什涅（烏克蘭語：Варюшине），是烏克蘭南部的村莊，隸屬尼古拉耶夫州的沃茲涅先斯克區。該村始建於1952年，面積1.05平方公里，海拔高度6米，2001年人口681，人口密度每平方公里648.6人。